# Kuriyagawa Heigorō
Kuriyagawa Heigorō (japanisch 栗谷川 平五郎; * 4. Oktober 1908 in Sapporo; † 20. Februar 1993) war ein japanischer Skisportler, der im Skilanglauf und in der Nordischen Kombination startete.
Kuriyagawa wurde im Jahr 1928 japanischer Meister über 30 km und mit der Staffel und siegte in den Jahren 1929 bis 1931 bei den japanischen Studentenmeisterschaften für die Meiji-Universität im 18-km-Lauf. Zudem gewann er im Jahr 1930 bei den japanischen Meisterschaften in der Nordischen Kombination. Bei seiner einzigen Teilnahme an Olympischen Winterspielen im Februar 1932 in Lake Placid belegte er den 12. Platz über 18 km und den 20. Rang in der Nordischen Kombination. Im folgenden Jahr nahm er als erster Japaner am Holmenkollen Skifestival teil. Nach seiner Karriere als Skilangläufer arbeitete er als Direktor der Skiabteilung des Sapporo Railway Administration Bureau und bei den Olympischen Winterspielen 1972 in Sapporo als stellvertretender Generaldirektor der Wettkampfleitung.